# Pomnik Powstańców Wielkopolskich w Zbąszyniu
Pomnik Powstańców Wielkopolskich w Zbąszyniu – pomnik powstały 3 maja 1924 roku, na Placu Wolności dzięki ZOKZ, Związkowi Powstańców i Wojaków i ówczesnych władz miasta. Był to jeden z pierwszych pomników poświęconych powstańcom wielkopolskim, który pojawił się w Wielkopolsce.
Pomnik stanął w miejscu, w którym wcześniej znajdowała się duża armata przetopiona w czasie I wojny światowej przez Niemców na amunicję. Na szczycie monumentu osadzono rzeźbę orła siedzącego na dwóch lufach i trzech kulach armatnich. Na postumencie znajdowała się marmurowa tablica, na której pod powstańczą rogatywką umieszczono napis: "Cieniom Powstańców Wielkopolskich poległych w 1918-1919 wdzięczni rodacy".
W 1939 roku hitlerowcy zniszczyli statuę i po 29 latach w 1968 roku postawiono pomnik upamiętniający bohaterstwo Powstańców Wielkopolskich i bojowników o wolność i demokrację, który stoi do dziś – Pomnik Powstańców Wielkopolskich i Ofiar Faszyzmu.